# Cynorkis sacculata
Cynorkis sacculata är en orkidéart som beskrevs av Rudolf Schlechter. Cynorkis sacculata ingår i släktet Cynorkis, och familjen orkidéer. Inga underarter finns listade i Catalogue of Life.